# Antonio Mije García
Antonio Mije García (Sevilla, ?? - París, 1976) va ser un polític comunista espanyol.
Mije provenia del sindicalisme anarquista (era dirigent del Sindicat Únic d'Alimentació), però va ingressar, juntament amb el grup dirigent de la CNT sevillana, en el PCE el 1926, constituint el nucli comunista a la ciutat andalusa (i permetent així al PCE expandir-se des del seu nucli biscaí). A la caiguda de Bullejos, al IV Congrés del PCE (1932), promoguda per la Unió Soviètica, i la seva substitució, al capdavant del PCE, per part de José Díaz, provinent també de Sevilla, Mije es va fer càrrec de la responsabilitat sindical del Partit. Es va encarregar de la creació de la central sindical comunista Confederació General del Treball Unitària (CGTU). Va presidir el seu comitè provisional fins a la convocatòria del congrés de constitució celebrat en 1934, en el qual va ser triat secretari general. Va ser també director de Mundo obrero.
A les eleccions generals espanyoles de 1936 va ser elegit diputat per la circumscripció de Sevilla en les llistes del Front Popular. En esclatar la guerra es trobava a Madrid i, després de la fugida del govern de la capital, va ser nomenat conseller (més tard delegat) de Guerra en la Junta de Defensa de Madrid, ja que va exercir fins a la dissolució de la junta l'abril de 1937. Posteriorment, va formar part del comissariat polític de l'exèrcit republicà, com a cap del subcomissariat d'organització.
Després de la caiguda de Catalunya, va fugir a França, on va romandre fins a finals de 1939, quan es va traslladar a Mèxic, a França de nou (1946) i finalment a Txecoslovàquia (1950). En les lluites internes del PCE, en un primer lloc es va alinear amb Vicente Uribe Galdeano i Dolores Ibárruri en contra de Jesús Hernández. Quan Uribe cau en desgràcia en el Ple del Buró Polític del PCE que es va celebrar en Bucarest entre abril i maig de 1956, després d'un pacte entre Carrillo i Pasionaria, Mije abandona Uribe, mantenint-se en la direcció del PCE. Ho faria fins a la seva mort a París el 1976. Fou enterrat a Sevilla poc després.